# 忍法忠臣蔵
『忍法忠臣蔵』（にんぽうちゅうしんぐら）は、山田風太郎による日本の小説。忍法帖シリーズの第七番目の長編作品。初出は1961年11月から1962年4月『週刊漫画サンデー』。

## あらすじ
元禄太平の世、かつての伊賀者は小役人のような立場となっていたが、無明綱太郎はそれに飽き足らぬ者。伊賀鍔隠れの里へ修行に赴き、忍法の修行を積んで帰った身だった。
江戸城大奥に仕えていた綱太郎は、女中のひとりに恋するが、祝言寸前に彼女は将軍に見初められる。末の栄華に目のくらんだ彼女は「忠義」を理由に祝言を断り、怒った綱太郎は忍法を用いて、初夜に将軍の目の前で彼女を惨殺してしまう。時を同じくして起こった、のちの元禄赤穂事件の発端となる松の廊下刃傷事件にまぎれて逃走したものの、綱太郎は幕府に追われる身、そして忠義と女を何より嫌う者となってしまう。
漂泊の身の綱太郎は、ひょんなことから上杉家の家老、千坂兵部にかくまわれることになったが、ある日任務を依頼される。
そのひとつは赤穂浪士たちを、味方であるはずの上杉の刺客から守ること。刃傷事件の結果取りつぶしとなった赤穂藩の浪士が、事件の相手の吉良上野介に仇討ちを目論んでいるのは周知のことである。そして上野介は千坂家の仕える上杉家の当主、綱憲の父である。綱憲は父を守るため赤穂浪士達の動きを探り、その要人を暗殺すべく配下の忍者を放っていたが、兵部はあからさまな行動は上杉家の声望を貶めると考えたのだった。
そしてもうひとつは、自らの放つ女忍者たちへの同行。兵部は赤穂浪士たちの仇討ち計画を立ち消えにさせるために、彼らを堕落させ骨抜きにしてしまおうと画策したのだった。その手段が女忍者たちの色仕掛け・肉欲の忍法。彼女たちの万一の裏切りに備えての監督役は、女嫌いの綱太郎にうってつけの任務だった。
元家老、大石内蔵助を中心に赤穂浪士たちの仇討ち計画が進行していく裏で、彼らの暗殺を狙う上杉の忍者たちと、色欲への堕地獄を仕掛ける女忍者達が暗躍する。果たしてその結末は？

## 主な登場人物

### 主人公および上杉家の人々
無明綱太郎（むみょう つなたろう）
大奥に仕える御広敷伊賀者で本編の主人公。太平の世で小役人と化した伊賀者の立場に飽き足らず、伊賀鍔隠れの里で忍法の極意を修行してきた身。恋人を将軍に見初められ、出世に目がくらんだ彼女に「忠義」を理由に捨てられて、怒りのあまり彼女を初夜に将軍の目の前で惨殺し、忠義と女をとことん嫌いぬく者となる。忍法の腕は、敵対・同行した上杉の忍者にも瞠目されるほどで「蜘蛛の糸巻」「鵞毛落とし」などを使う他、特にそれを修行したわけではないようだが、忍法を応用した料理も得意とする。さらにその手法を利用した恐ろしい技も使う。
千坂兵部高房（ちさか ひょうぶ　たかふさ）
上杉家の国家老で、不当なものであれば主君の命にも服さない叛骨精神の持ち主であり、そうあれる立場の存在。赤穂浪士の暗殺を目論む主君綱憲の命令を軽挙とし、それを阻み、かつ赤穂浪士の計画をも阻止するため、色仕掛けの技にたけた女忍者たちを放つ。
織江（おりえ）
兵部の娘で、綱太郎がかつて自ら殺めた恋人によく似ている。主君綱憲が側女に所望したのを拒み、逃走していたところを綱太郎に助けられて近しくなる。主君の望みとあっても拒否する意思の強さを綱太郎は気に入り、やがて恋心さえも抱くようになるが…
上杉綱憲（うえすぎ つなのり）
米沢藩上杉家第4代藩主。父は吉良上野介義央。上杉に仕える能登忍者たちに赤穂浪士の暗殺を命じる。

### 能登組忍者
不識庵謙信以来上杉家に仕えているという忍者の一党。上杉綱憲の命を受け、赤穂浪士たちの暗殺を狙う。
瓜連兵三郎（うりつら ひょうざぶろう）
黒い紙を千切って毒蝶に変え、自在に使う技を持つ。
浪打丈之進（なみうち じょうのしん）
体内に飼う吸血虫を自在に操る忍法「血虫陣」を使う。両手がないため、接近戦に弱い。
鴉谷笑兵衛（からすや しょうべえ）
スポンジで作った人形を操る忍法「偕老同穴」を使う。
万軍記（よろず ぐんき）
忍法「南北杖」で強力な磁石状の杖を使う。
白糸錠閑（しらいと　じょうかん）
信じられないほど体を変形させて思いもよらぬ場所に潜み、盗聴などを行う術を持つ。
穴目銭十郎（あなめ　せんじゅうろう）
忍法「一ノ胴」で刀剣の通じない体を持つ。
鍬形半之丞（くわがた はんのじょう）
折壁弁之助（おりかべ べんのすけ）
月ノ輪求馬（つきのわ　もとめ）
女坂半内（めのさか はんない）
4人で忍法「金剛網」を使い、囲んだ者を逃さず寸断する。

### 能登くノ一
千坂兵部が赤穂浪士に放った女忍者たち。色仕掛けの忍法を駆使して赤穂浪士たちを堕落させ、骨抜きにして仇討ち計画を立ち消えにさせることを目的とする。
お琴（おこと）
忍法「おんな灯心」で性欲を無限に引き出し、果ては発狂させる。
お弓（おゆみ）
忍法「歓喜天」で交わった相手と自分の姿を取り換え、男に化けることができる。自身と交わると元に戻れる。
お桐（おきり）
交わった相手と中で動脈をつないで、相手と身命一体となってしまう忍法「魔羅蝋」を使う。
お梁（おりょう）
吹き針を相手に仕込み、交合時に噴出させることでその相手を殺す技を使う。
お杉（おすぎ）
催眠術で相手を胎内回帰させて戦意を喪失させる技を持つ。
鞆絵（ともえ）
幾多の女を入れた長持に男をつめこみ発狂状態にさせる「修羅の車」を使う。

### 赤穂浪人
奥野将監
赤穂浅野家の次席家老。千石。お琴の「おんな灯心」を食らい、色情狂にされる。（将監崩れ）
不破数右衛門正種
浅野長矩の勘気を受けて藩を追われた浪人。
進藤源四郎俊式
大石良雄の大叔父。お弓の「歓喜天」を食らい、お弓の姿になってしまう。（源四郎崩れ）
矢頭右衛門七教兼
進藤に化けたお弓を怪しむ。
小山源五左衛門良師
大石良雄の叔父。山科会議に失望して脱落。（源五左崩れ）
大石良雄
赤穂浅野家の国家老。山科会議で旧主・長矩の悪口を言う。（内蔵助崩れ）
堀部（中山）安兵衛武庸
江戸急進派の中では、学問があり常識人。諸手挙げて討ち入りに、全面的に賛成しているわけではなく、江戸組の軽挙暴発を抑えている。「のん兵衛安」と言われる酒好き。
高田郡兵衛資政
「剣の安兵衛、槍の郡兵衛」と並び称される武芸者。（郡兵衛崩れ）
田中貞四郎
手廻者頭。百五十石。（貞四郎崩れ）
毛利小平太
最後の脱退者。のち戸田家に仕える。（小平太崩れ）
大石信興
大石良雄のいとこ叔父。のち上杉家に仕え、廷臣となって禁裏御使番などを務める。

### その他
俎銀兵衛（まないた ぎんべえ）
江戸城大奥の御台所人（料理人）。

## 目録
1.  大奥の伊賀者
2.  死花献上
3.  女と忠義のきらいな男
4.  義士堕天行
5.  蜘蛛の糸巻
6.  将監崩れ
7.  浮舟の駕籠
8.  源四郎崩れ
9.  歓喜天
10. 源五左崩れ
11. 竹取物語
12. 内蔵助崩れ
13. 一ノ胴
14. 郡兵衛崩れ
15. 食中花
16. 貞四郎崩れ
17. 修羅車
18. 小平太崩れ
19. 内蔵助 ● 兵部参着
20. 金剛網
21. 無明 ● 有明

## 作品の題材・原典
- 吉良・上杉が正義（主人公）サイドの『元禄赤穂事件』

## 映像化作品

### 映画
『忍法忠臣蔵』。東映「くノ一」シリーズ第3作。

### テレビドラマ
フジテレビ時代劇スペシャル『くノ一忠臣蔵』（1983年）

### オリジナルビデオ
『くノ一忍法帖IV 忠臣蔵秘抄』。「くノ一忍法帖」シリーズ第4作。映画版、時代劇スペシャル版に続く3度目の映像化。前2作とは異なり主人公・無明綱太郎が登場せず、くノ一・お梁が主人公となっている。
スタッフ・作品データ
- 発売 ： 1994年3月24日
- 本編 ： 80分
- 監督 ： 津島勝
- 脚本 ： 中島博通
- テーマ曲： 「天空の女神」　作詞・作曲・歌：竹内尚
- 撮影 ： 藤原三郎
- 照明 ： 林利夫
- 殺陣 ： 諸鍛冶裕太
- 特技 ： ジャパンアクションクラブ
- 現像・テレシネ ： IMAGICA
- 製作者 ： 池口頌夫
- プロデューサー ： 新井義巳　林哲次
- 制作協力： 松竹、京都映画
- 制作： 東北新社
- 製作著作： キングレコード

キャスト
- お梁 ： 上野正希子
- お夕 ： 咲田めぐみ
- お松 ： 依田小夜子
- お杉 ： 矢島和香
- お桐 ： 進藤七枝
- 能登組忍者頭 月ノ輪求馬 ： 若松俊秀
- 能登組忍び 瓜連兵三郎 : 関根大学
- 大石内蔵助 ： 大出俊
- 堀部安兵衛 ： 佐藤仁哉
- 千坂兵部 ： 遠藤太津朗